# 河内旗台

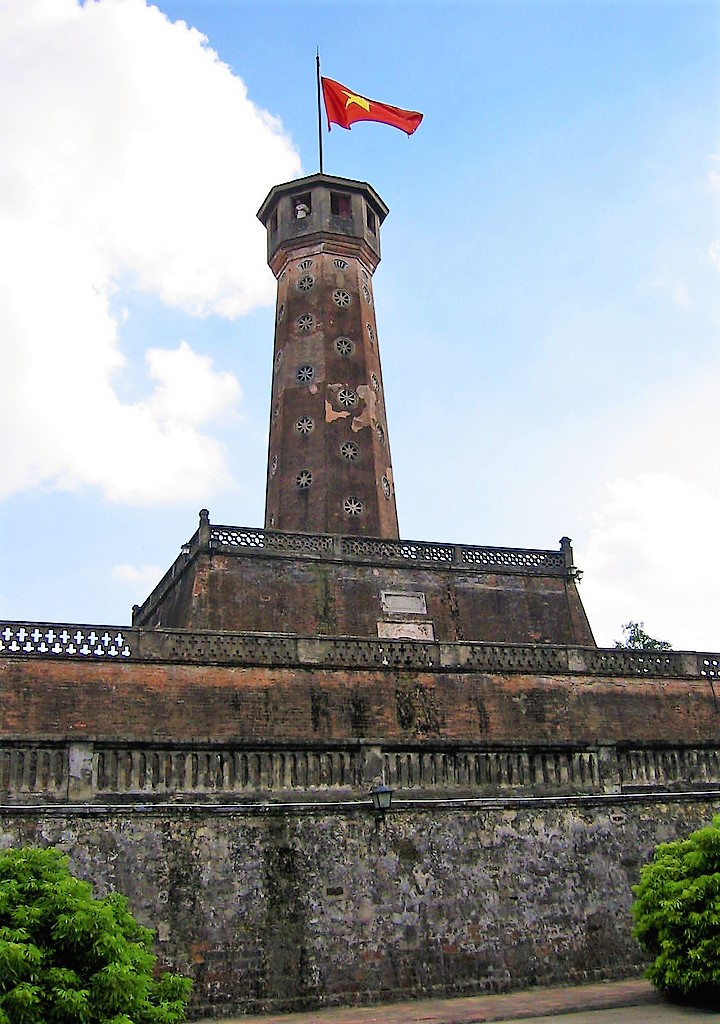
河内旗台

21°1′57″N 105°50′23″E / 21.03250°N 105.83972°E
河内旗台（越南语：／）是越南河内的一座古塔，是这个城市的象征之一，属于世界遗产昇龍皇城的一部分。高达33.4米（连同旗杆高41米）。

## 历史
河内旗台建于1805年至1812年。河内许多其他建筑都被法国殖民当局摧毁（1896年至1897年），但是该塔幸存了下来，用作军事哨所。它现在位于越南军事历史博物馆内。

## 建筑
河内旗台包括三层和一个金字塔形塔，塔内设有螺旋形楼梯通往塔顶。第一层宽42.5米，高3.1米，第二层宽25米，高3.7米，第三层宽12.8米，高5.1米。第二层有四个门。东门上匾额写着“迎旭”，西门上匾额写着“回光”，南门上匾额写着“向明”。该塔由36个花形和6个扇形窗照明。塔顶是越南国旗 。